# Trachylepis lacertiformis
Espèce
Synonymes
- Euprepes lacertiformes Peters, 1854
- Mabuya lacertiformis (Peters, 1854)
- Mabuya damarana Fitzsimons, 1943
- Mabuya damarana rhodesiana Broadley, 1960

Statut de conservation UICN

 LC  : Préoccupation mineure
Trachylepis lacertiformis est une espèce de sauriens de la famille des Scincidae.

## Répartition

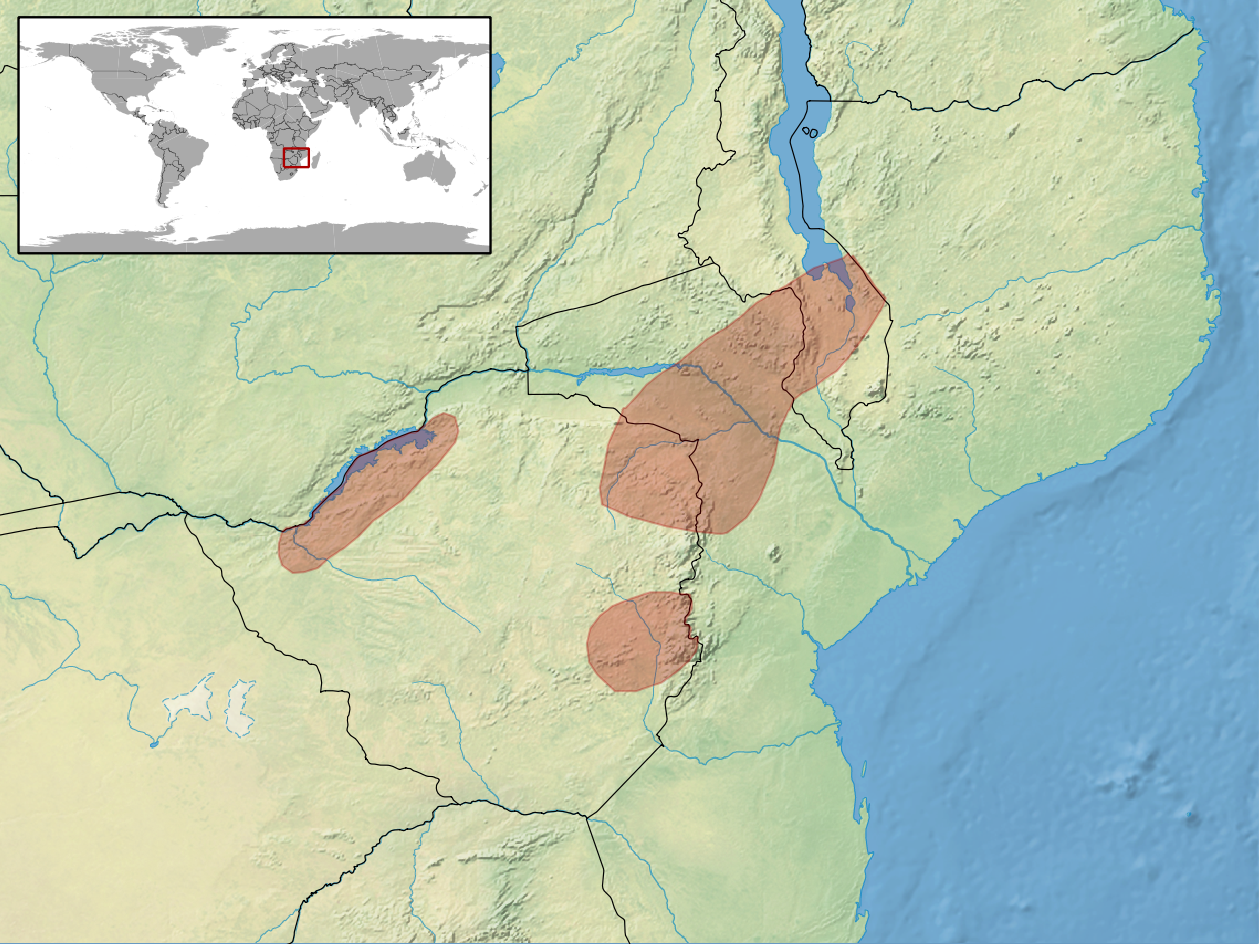
Répartition de l'espèce.

Cette espèce se rencontre au Zimbabwe, dans le sud-ouest de l'Angola (une population isolée), dans le sud du Malawi et au Mozambique.

## Publication originale
- Peters, 1854 : Diagnosen neuer Batrachier, welche zusammen mit der früher (24. Juli und 17. August) gegebenen Übersicht der Schlangen und Eidechsen mitgetheilt werden. Bericht über die zur Bekanntmachung geeigneten Verhandlungen der Königlich preussischen Akademie der Wissenschaften zu Berlin, vol. 1854, p. 614-628 (texte intégral).